# Mezinárodní klasifikace nemocí
Mezinárodní klasifikace nemocí a souvisejících zdravotních problémů (MKN, anglicky International Classification of Diseases and Related Health Problems – zkráceně ICD) je publikace, která kodifikuje systém označování a klasifikace lidských onemocnění, poruch, zdravotních problémů a dalších příznaků, situací či okolností. Vydává ji Světová zdravotnická organizace (WHO), ale některé národní zdravotní organizace vydávají vlastní modifikované verze přizpůsobené místním podmínkám a speciálním účelům. Původně vznikla v roce 1893 jako Klasifikace příčin úmrtí a měla umožnit mezinárodní srovnání. Od roku 1948 byla rozšířena o další diagnózy a stala se všestrannou pomůckou pro řízení zdravotní politiky i pro výkaznictví ve vztahu ke zdravotním pojišťovnám a obdobným platebním systémům. Zhruba s desetiletým odstupem vycházejí aktualizované přepracované verze, které se rozlišují číslem uváděným za zkratkou MKN nebo ICD (například MKN-10 či ICD-10, ICD-8 atd.), menší aktualizace vycházejí s roční a tříletou periodou.

## Obsah a uspořádání
Má podobu číselníku s diagnostickými popisy a výkladem u jednotlivých položek i kapitol. Hlavním klíčem je zde znakový kód nemoci.
Ve verzi MKN-9 byly kódy diagnóz trojciferná čísla, přičemž jednotlivé výseky číselné řady odpovídaly skupinám nemocí a stavů. Rozšířená verze ICD-9-CM obsahuje navíc E-kódy a V-kódy. E-kódy označují vnější příčiny úrazů a jejich čísla jsou ze stejné části číselné řady jako kódy pro úrazy. Například E800 je kód pro železniční nehody, zatímco 800 kód pro zlomeniny. V kódy vyjadřují další faktory ovlivňující zdravotní stav nebo kontakt se zdravotnickými službami a odpovídají Z kódům v ICD-10.
Ve verzi MKN-10 je první znak zleva vždy velké písmeno latinské abecedy, jež udává hlavní kategorii. Znaky na 2. a 3. místě určují hlavní skupinu diagnóz. Za tečkou na 4., případně i dalším místě následuje podrobnější členění.
Klasifikace není souhrnem lékařského poznání ani neodráží jeho aktuální stav, ale vychází jen z nejširší shody mezi odborníky, takže mnohé běžně užívané diagnózy, zejména novější, lokálně využívané nebo spjaté s konkrétní odbornou teorií, v ní buď nejsou vůbec obsaženy nebo nemají samostatný kód a jsou zmíněny jen například v poznámce. Prakticky všechny kapitoly a podkapitoly obsahují i kód končící číslicí 8 (označující „jiné“ stavy spadající do příslušné kategorie) a číslicí 9 (označující „nespecifikované“ stavy). Podobný „zbytkový“ charakter má i hlavní kategorie R (Příznaky, znaky a nálezy nezařazené jinde).
Mezi nejproblematičtější a nejméně stabilizované části patří V. díl (kategorie F) obsahující duševní poruchy a poruchy chování. Jeho obsah je ve velké míře ovlivňován podrobnější americkou klasifikací DSM, kterou vydává Americká psychiatrická asociace (APA). WHO a APA od 90. let jednají o sjednocení kódů těchto dvou klasifikací duševních poruch. V. díl ICD-10 je považován za bližší klinické praxi, kdežto DSM-IV výzkumným účelům.

## Historie
Předchůdcem MKN byl Mezinárodní seznam příčin úmrtí (International List of Causes of Death, nazývaný též Bertillon Classification of Causes of Death), který roku 1893 prosadil francouzský lékař Jacques Bertillon, starší bratr proslulého Alphonse Bertillona, na konferenci Mezinárodního statistického institutu (International Statistical Institute) v Chicagu. Mnoho států tento statistický systém začalo používat a roku 1898 jej American Public Health Association (APHA) doporučila k oficiálnímu užívání matrikářům v Kanadě, Mexiku a Spojených státech. Zároveň APHA doporučila pravidelné revize každých 10 let.
Roku 1900 byla francouzskou vládou svolána první mezinárodní konference k revizi Klasifikace příčin úmrtí. V té době tvořila klasifikaci jedna nepříliš objemná kniha doplněná abecedním rejstříkem. Další konference svolala francouzská vláda v letech 1910, 1920, 1929 a 1938. Až do 5. revize byly prováděny pouze dílčí změny v obsahu, bez zásadního zásahu do struktury. Po Bertillonově smrti v roce 1922 byla ustavena „Smíšená komise“ složená ze zástupců Mezinárodního statistického institutu a Zdravotní organizace Společnosti národů (Health Organization of the League of Nations), která připravovala podklady a návrhy k jednání konferencí.
V průběhu let vzniklo v jednotlivých zemích mnoho doplňků a rozšíření, z nichž některé rozšiřovaly klasifikaci příčin úmrtí i o klasifikaci nemocí, jež nejsou smrtelné, a do mezinárodní verze dlouho nebyly přijaty. Až v roce 1938 přijala mezinárodní konference rezoluci, která obsahovala doporučení, aby různé národní seznamy byly v maximální možné míře zapracovány do Mezinárodní klasifikace příčin úmrtí.
Roku 1948 převzala odpovědnost za klasifikaci Světová zdravotnická organizace (WHO), dnes se sídlem v Ženevě. Šestou revizí, o níž jednala konference roku 1949 v Paříži, započala přeměna systému v univerzální seznam diagnóz. Název byl změněn na Manual of International Statistical Classification of Diseases, Injuries and Causes of Death (ICD, Mezinárodní statistická klasifikace nemocí, zranění a příčin úmrtí). Byla již rozdělena do dvou svazků a poprvé obsahovala i duševní poruchy. Další konference se konaly v letech 1955, 1965 a 1975, WHO zajistila vydání 7. revize (1957) i 8. revize (1968). Od 7. revize zaujaly nefatální nemoci v seznamu rovnocenné místo a ICD zahrnula i kódy dalších okolností ovlivňujících kontakt se zdravotnickými službami.
Ve Spojených státech vydala United States Public Health Service v letech 1959–1962 klasifikaci ICDA (The International Classification of Diseases, Adapted for Indexing of Hospital Records and Operation Classification). Tato klasifikace mnohem komplexněji pokrývala potřeby výkaznictví nemocnic a tam, kde se používala, byla považována za 7. revizi ICD (někdy se označuje jako ICDA-7). US Public Health Service vydala pak ještě v roce 1968 speciální americkou verzi 8. revize, označovanou později jako ICDA-8 nebo ICD-8A, kanadská verze nesla označení CIMA-8. Americká klinická modifikace ICD-9, přijatá i některými dalšími státy, se označuje ICD-9-CM.
Konference pro 9. revizi ICD (1975) schválila záměr zpracovat samostatně další dvě doplňkové klasifikace: International Classification of Procedures in Medicine (ICPM, vyšla ve dvou dílech v roce 1978) a International Classification of Impairments, Disabilities, and Handicaps (ICIDH, vyšla v roce 1980 – pozdější verze se nazývala International Classification of Functioning, Disability and Health, zkratka ICF, v češtině MKF). V roce 1976 vyšlo ještě speciální onkologické rozšíření k ICD-9, International Classification of Diseases for Onocology (ICD-O). Na první přípravné schůzi k přípravě 10. revize ICD se tak začalo mluvit o nové koncepci rodiny klasifikací.
Roky zavedení národních modifikací v jednotlivých státech nebo roky zavedení různých podverzí se mohou lišit. Označení nejstarších verzí se užívá zpětně, původní verze se zkratkou ICD neoznačovaly.
- Bertillonova klasifikace 1893
- ICD-1 1900
- ICD-2 1910
- ICD-3 1921
- ICD-4 1930
- ICD-5 1939
- ICD-6 1949
- ICD-7 1957
- ICD-8 1968
- ICD-9 1977 (1. díl je tabulární soupis diagnóz, 2. díl abecední rejstřík)
- ICD-9-CM, americká klinická modifikace, 1979 (navíc 3. díl, kódy procedur)
- ICD-10, 1990
  - Druhé vydání, 2004
  - Čtvrté vydání (uváděné též jako 2010th edition), 2010
  - Páté vydání (10. revize), 2016 (český překlad 2018)
  - modifikace:
    - ICD-10-CM – americká modifikace, 1992 (v USA přijata pro kódování příčin úmrtí až v roce 1999, pro nemocnost se i poté používala ICD-9-CM; verze ICD-10-CM byla vydána až roku 2003, kódy procedur ICD-10-PCS roku 2000, avšak dosud jimi v praxi nebyla ICD-9-CM nahrazena a americká vláda plánuje jejich zavedení na rok 2015)
    - ICD-10-AM – australská verze, 1998
    - ICD-10-CA – kanadská verze, 2000
- ICD-11 schválila WHO v květnu 2019 a platí od 1. 1. 2022 s pětiletým přechodným obdobím.[1] WHO chtěla k přípravě využít principů Web 2.0.[zdroj?] Dokončení přípravy české verze MKN-11 bylo plánováno na konec roku 2022.[1]

## Kategorie MKN-10
- Infekční a parazitární nemoci (A, B)
- Novotvary (C)
- Nemoci krve a imunity (D)
- Nemoci endokrinní a metabolické (E)
- Nemoci duševní a poruchy chování (F)
- Nemoci nervové soustavy (G)
- Nemoci oka a očních adnex, nemoci ucha (H)
- Nemoci oběhové soustavy (I)
- Nemoci dýchací soustavy (J)
- Nemoci trávicí soustavy (K)
- Nemoci kůže a podkožního vaziva (L)
- Nemoci svalové a kosterní soustavy (M)
- Nemoci močové a pohlavní soustavy (N)
- Těhotenství, porod, šestinedělí, perinatální stavy, vrozené vady, deformace (O, P, Q)
- Příznaky, znaky a nálezy nezařazené jinde (R)
- Poranění, otravy, následky působení vnějších příčin (S, T)
- Zevní příčiny nemocí a úmrtí (V, W, X, Y)
- Faktory ovlivňující zdravotní stav (Z)
- Provizorní určení pro nové diagnózy nejisté etiologie nebo nouzového použití (U)